# Graham Gore
Pour les articles homonymes, voir Gore.
Graham Gore, né en 1807 à Lake Bathurst et mort entre le 28 mai 1847 et le 25 avril 1848 en Arctique, est un navigateur et peintre britannique.

## Biographie
Né en Australie à Lake Bathurst près de Goulburn, il est deuxième des six enfants de Sarah Gilmour (1777–1857) et de John Gore (1774–1853). Il est issu d'une famille d'officiers de marine distingués, en particulier dans le domaine de l'exploration. Son père est un officier de la Royal Navy, promu contre-amiral à la retraite le 8 mars 1852 et qui est un des premiers colons de l'Australie. Son grand-père paternel est l'officier de marine américano-britannique, le capitaine John Gore, qui effectua quatre fois le tour du monde avec la Royal Navy et accompagna le capitaine James Cook dans ses découvertes dans l'Océan Pacifique.
Soucieux que son fils serve dans la Royal Navy, son père se réinstalle dans le Devon à Barnstaple et obtient, malgré les 11 ans de son fils, la permission qu'il le rejoigne, en compagnie de son frère aîné John Gore (1807–1830) comme volontaire à bord du Doterel. Graham Gore entre ainsi dans la Royal Navy le 27 avril 1820 avec le grade de midshipman et sert à bord pendant un an avec son père, son frère mais aussi Francis Crozier avant que ce dernier ne soit transféré sur le HMS Fury.
En 1822, Graham Gore entre avec son frère aîné à la Royal Naval Academy de Plymouth puis sert sur le HMS Albion sous les ordres du capitaine John Acworth Ommanney. En 1827, il participe à la bataille de Navarin.
Il prend part ensuite à une campagne en Baie d'Hudson sur le Terror en 1836-1837 sous les ordres de George Back et obtient une Médaille polaire,. En 1837-1838, il sert sur le Modeste puis sur le Volage durant la Première guerre de l'opium avec James Fitzjames.

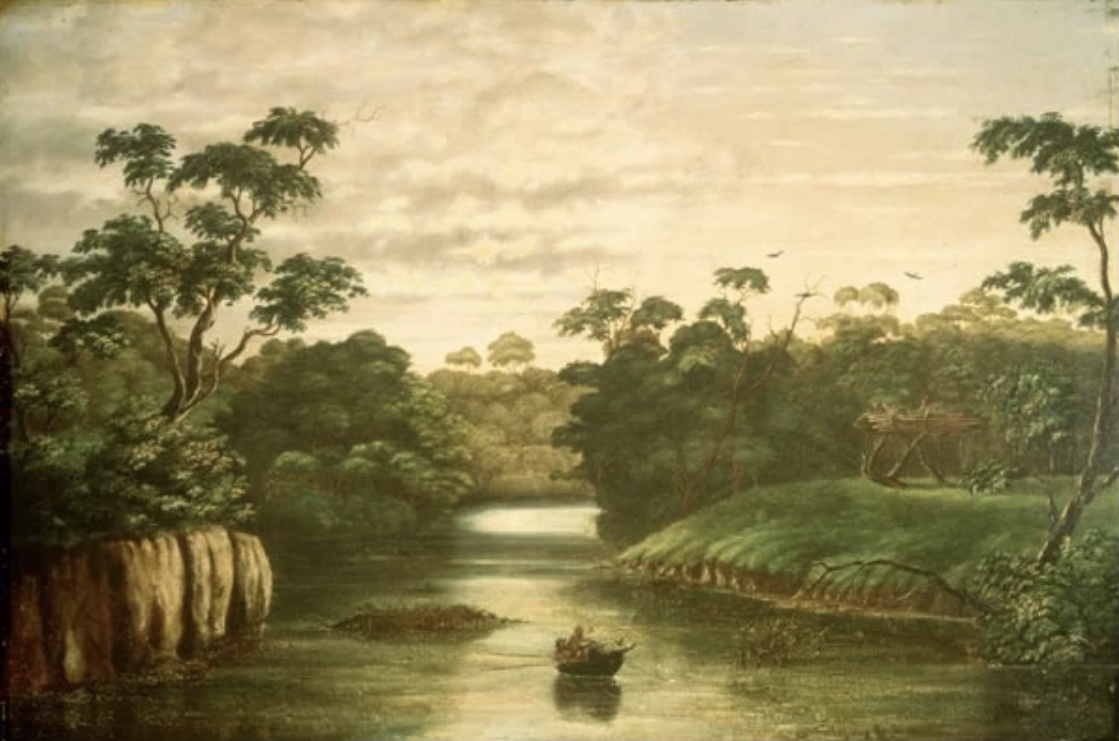
Peinture de Graham Gore représentant Burial Reach et Flinders River dans le Queensland (1841) - collection de la Bibliothèque nationale d'Australie.

Peintre et dessinateur de l'expédition du Beagle en Australie (1841) commandée par John Lort Stokes, voyage durant lequel il rend visite à ses sœurs et un à un frère restés à Lake Bathurst, il est engagé, après un passage sur le Cyclops en 1843, le 8 mars 1845 sur l'Erebus de Fitzjames comme premier lieutenant lors de l'expédition Franklin,. Fitzjames le décrit comme « un homme d'une grande stabilité de caractère, un très bon officier et le plus doux des tempéraments ». John Franklin le promut Commander le 9 novembre 1846,.

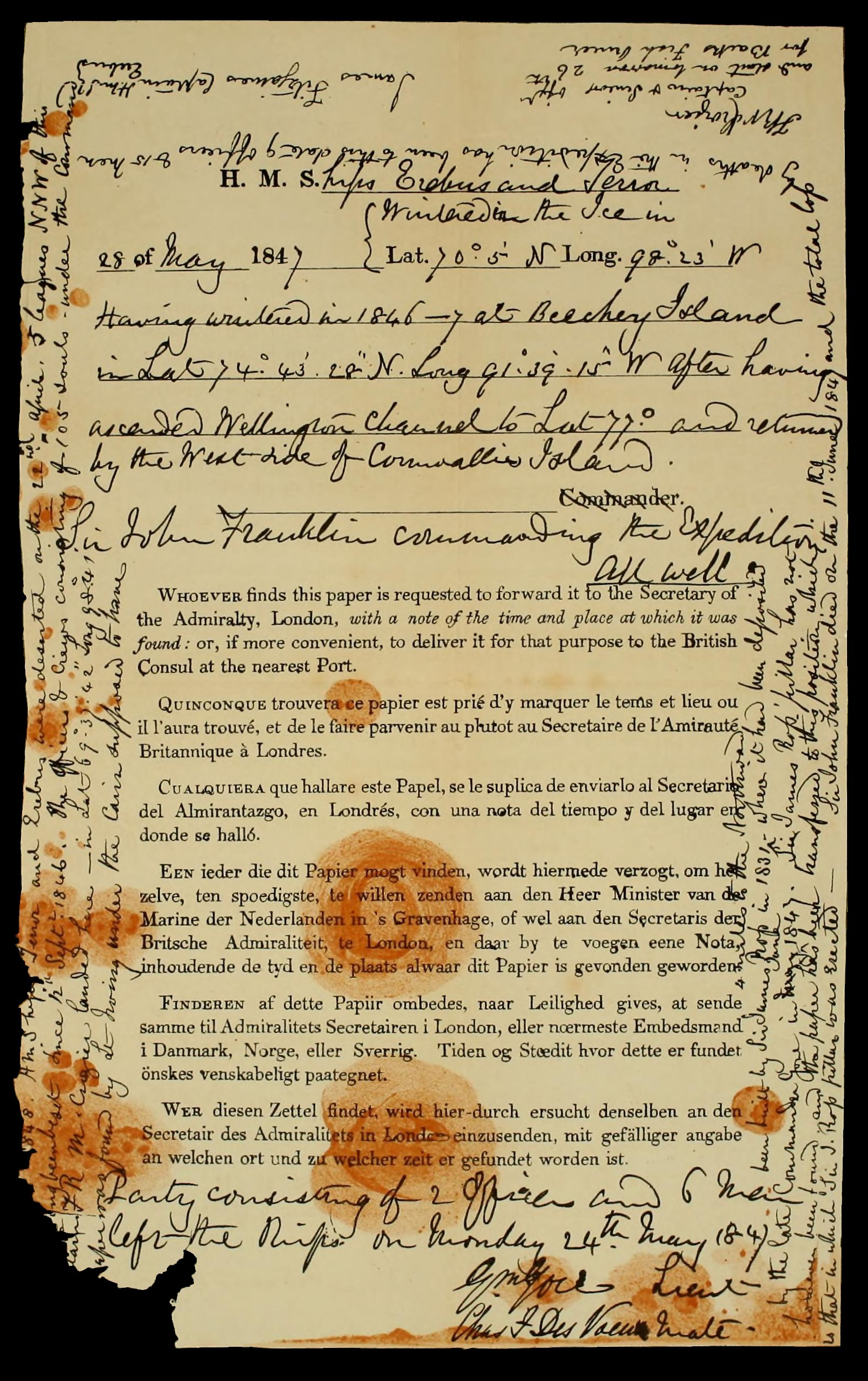
Le message laissé sous le cairn signé par Graham Gore en mai 1847.

Il disparait comme toute l'expédition vers 1848. La dernière trace de lui est un message signé par lui et Charles Frederick Des Voeux laissé dans un cairn signalant que tout allait bien. Le message est récupéré de son cairn le 25 avril 1848 et une deuxième partie a été ajoutée avant d'être signée par Fitzjames et Crozier. Cet ajout ultérieur explique que l'équipage a hiverné au large de l'Île du Roi-Guillaume en 1846-1847 et 1847-1848 et que Franklin est mort le 11 juin 1847. Gore et 7 autres officiers et 15 hommes sont également signalés décédés avant que le reste de l'équipage n'ait abandonné les navires. Les hommes prévoyaient de marcher sur l'île et à travers la glace vers la rivière Back sur le continent canadien, à partir du 26 avril 1848.

## Hommages
Gore Point sur l'île du Roi-Guillaume en Arctique ainsi que la péninsule Gore dans le Nunavut ont été nommés en son honneur,.
Il est mentionné par Jules Verne dans son roman Les Aventures du capitaine Hatteras (partie 1, chapitre XVII).
Graham Gore apparaît comme personnage dans le roman de Dan Simmons The Terror ainsi que dans l'adaptation télévisée du livre en 2018 où son rôle est joué par Tom Weston-Jones (en). L'épisode 2 de la série est intitulé Gore.